# Champ-sur-Drac
Champ-sur-Drac – miejscowość i gmina we Francji, w regionie Owernia-Rodan-Alpy, w departamencie Isère.
Według danych na rok 1990 gminę zamieszkiwały 3044 osoby, a gęstość zaludnienia wynosiła 341 osób/km² (wśród 2880 gmin regionu Rodan-Alpy Champ-sur-Drac plasuje się na 289. miejscu pod względem liczby ludności, natomiast pod względem powierzchni na miejscu 1209.).
Liczba mieszkańców: